# Југословенски позоришни фестивал
Југословенски позоришни фестивал је регионална смотра најбољих позоришних представа у текућој сезони. Одржава се у Ужицу у новембру сваке године. Народно позориште Ужице је организатор, а покровитељи фестивала су Министарство културе и информисања РС и Град Ужице. Фестивал има такмичарски карактер, а најбољима у више категорија додељује се награда Ардалион. JПФ један је од најеминентнијих и најзначајнијих позоришних фестивала у Србији, поред београдског БИТЕФА и новосадског Стеријиног позорја.

## Организација
На челу Фестивала налази се градоначелник Ужица, а директор ЈПФ је и директор Позоришта.
Савет Фестивала именује уметничког директора, селектора и усваја репертоар као и пратећи програм. Жири фестивала додељује статуе Ардалиона најбољим у следећим категоријама: за најбољу представу, за режију, за женску и мушку улогу, за најбољег младог глумца, за епизодну улогу, за сценографију и костимографију и за неки од елемената који нису обухваћени претходним наградама.

## Историјат
Фестивал је први пут одржан 1996. године са идејом да буде смотра најбољих позоришних представа СР Југославије, тј. представа из Србије и Црне Горе. Идеја и концепција фестивала је потекла од тадашњег директора Народног позоришта Ужице, позоришног редитеља Бранка Поповића. 
Године 2007. на предлог професорке Милене Драгићевић Шешић фестивал је прерастао у смотру најбољих позоришних представа из југословенских држава које говоре истим језиком: Србије, Црне Горе, Босне и Херцеговине и Хрватске. Отуда и слоган фестивала “Без превода”.
За 29 година на фестивалу је одиграно 218 представа.

## Награде

##### За најбољу представу:
- 1996. ЈУГОСЛОВЕНСКО ДРАМСКО ПОЗОРИШТЕ из Београда за предству БУРЕ БАРУТА Дејана Дуковског у режији Слободана Унковског
- 1997. ЈУГОСЛОВЕНСКО ДРАМСКО ПОЗОРИШТЕ из Београда за представу МИЗАНТРОП Молијера у режији Дејана Мијача
- 1998. НАРОДНО ПОЗОРИШТЕ из Ужица за представу КАКО ЗАСМЕЈАТИ ГОСПОДАРА виде Огњеновић у режији Кокана Младеновића
- 1999. СРПСКО НАРОДНО ПОЗОРИШТЕ из Новог Сада за представу МЕРА ЗА МЕРУ Вилијема Шекспира у режији Дејана Мијача
- 2000. АТЕЉЕ 212 из Београда за представу ДИВЉИ МЕД Мајкла Фрејна по Антону П. Чехову у режији Дејана Мијача
- 2001. ЦРНОГОРСКО НАРОДНО ПОЗОРИШТЕ из Подгорице за представу МАЛОГРАЂАНИ Максима Горког у режији Паола Мађелија
- 2002. ЈУГОСЛОВЕНСКО ДРАМСКО ПОЗОРИШТЕ из Београда за представу СКУП Марина Држића у режији Јагоша Марковића
- 2003. ЦРНОГОРСКО НАРОДНО ПОЗОРИШТЕ из Подгорице за представу НИГДЈЕ НИКОГ НЕМАМ Едварда Бонда у режији Егона Савина
- 2004. ЈУГОСЛОВЕНСКО ДРАМСКО ПОЗОРИШТЕ из Београда за представу МЛЕТАЧКИ ТРГОВАЦ Вилијема Шекспира у режији Егона Савина
- 2005. ЈУГОСЛОВЕНСКО ДРАМСКО ПОЗОРИШТЕ из Београда, за представу ХАДЕРСФИЛД Угљеше Шајтинца, у режији Алекс Чизхолм
- 2006. ЈУГОСЛОВЕНСКО ДРАМСКО ПОЗОРИШТЕ из Београда за представу „БРОД ЗА ЛУТКЕ” Милене Марковић у режији Слободана Унковског.
- 2007. АТЕЉЕ 212 ИЗ БЕОГРАДА, за представу „ОДУМИРАЊЕ” Душана Спасојевића, у режији Егона Савина
- 2008. ГРАДСКО ДРАМСКО КАЗАЛИШТЕ ГАВЕЛА из ЗАГРЕБА за представу САН ИВАЊСКЕ НОЋИ, Виљема Шекспира, у режији Александра Поповског
- 2009. АТЕЉЕ 212 ИЗ БЕОГРАДА за представу „ШУМА БЛИСТА“ Милене Марковић у режији Томија Јанежича
- 2010. ЗАГРЕБАЧКО КАЗАЛИШТЕ МЛАДИХ, за представу „БУЂЕЊЕ ПРОЉЕЋА“, текст Франк Wедекинд, у режији Оливера Фрљића
- 2011. АТЕЉЕ 212 из Београда за представу „ОТАЦ НА СЛУЖБЕНОМ ПУТУ“ Абдулах Сидран у режији Оливера Фрљића
- 2012. НАРОДНО ПОЗОРИШТЕ из Ужица за представу „БУЂЕЊЕ ПРОЛЕЋА“, по тексту Франка Ведекинда у режији Мартина Кочовског
- 2013. ГРАДСКО ДРАМСКО КАЗАЛИШТЕ ГАВЕЛА из Загреба за представу „ЗЛОЧИН И КАЗНА“, по тексту Ф. М. Достојевског у режији Златка Свибена
- 2014. БЕОГРАДСКО ДРАМСКО ПОЗОРИШТE из Београда за представу „ТРПЕЛЕ“, аутора Бобана Скерлића и Милене Деполо, у режији Бобана Скерлића
- 2015. АТЕЉЕ 212 из Београда, за представу „КАЗИМИР И КАРОЛИНА“, аутора Еденa фон Хорватa у режији Снежане Тришић
- 2016. ЗАГРЕБАЧКО КАЗАЛИШТЕ МЛАДИХ из Загреба, за представу "ХИНКЕМАН" , аутора Ернста Толера у режији Игора Вука Торбице
- 2017. НАРОДНО ПОЗОРИШТЕ из Београда, за представу "ИВАНОВ", аутора Антона Павловича Чехова у режији Татјане Мандић Ригонат
- 2018. ЈУГОСЛОВЕНСКО ДРАМСКО ПОЗОРИШТЕ из Београда, за представу "ЗАШТО ЈЕ ПОЛУДЕО ГОСПОДИН Р", аутора Рајнера Вернера Фасбиндера и Михаела Фенглера у режији Боба Јелчића
- 2019. ЈУГОСЛОВЕНСКО ДРАМСКО ПОЗОРИШТЕ из Београда, за представу „ЛОРЕНЦАЧО“, по тексту Алфреда де Мисеа, у режији Бориса Лијешевића
- 2021. (пролеће) БЕОГРАДСКО ДРАМСКО ПОЗОРИШТЕ и БЕО АРТ продукција Београд, за представу „ЧИТАЧ“, насталој по мотивима романа Бернхарда Шлинка у драматизацији Федора Шилија и режији Бориса Лијешевића
- 2021. (јесен), ПОЗОРИШТЕ ПРОМЕНА из из Новог Сада, "ТРИ ЗИМЕ" по тексту Тене Штивичић, у режији Јасне Ђуричић
- 2022. ЗАГРЕБАЧКО КАЗАЛИШТЕ МЛАДИХ из Загреба, за представу "EICHMANN U JERUZALEMU" у режији Јернеја Лоренција и продукцији Загребачког казалишта младих, Загреб
- 2023. ЈУГОСЛОВЕНСКО ДРАМСКО ПОЗОРИШТЕ из Београда, за представу „ЕДИП“, аутора Софокла у режији Вита Тауфера
- 2024. НАРОДНО ПОЗОРИШТЕ СОМБОР за представу „ЉУДИ ОД ВОСКА“ аутора Мате Матишића  у режији Ивана Вање Алача

##### За најбољу женску улогу:
- 1996. Анита Манчић (У потпалубљу, ЈДП Београд)
- 1997. Верица Јовановић (Путујуће позориште Шопаловић, Народно позориште Ниш)
- 1998. Мирјана Гардиновачки (Камен за под главу, Народно позориште Кикинда)
- 1999. Јасна Ђуричић (Мера за меру, СНП Нови Сад)
- 2000. Анђелика Симић (Хеда Габлер, Народно позориште Суботица)
- 2001. Радмила Томовић Гринвуд (Леда, Атеље 212 Београд)
- 2002. Ђурђија Цветић (Скуп, ЈДП Београд)
- 2003. Варја Ђукић (Нигдје никог немам, ЦНП Подгорица)
- 2004. Сека Саблић (Свињски отац, Атеље 212 Београд)
- 2005. Варја Ђукић (Вишњик, Краљевско позориште Зетски дом Цетиње)
- 2006. Јелена Илић (Поморанџина кора, Атеље 212 Београд)
- 2007. равноправно Анита Манчић (Тако је морало бити, ЈДП Београд) и Дара Џокић (Одумирање, Атеље 212 Београд)
- 2008. Наташа Јањић (Сан ивањске ноћи, Гавела Загреб)
- 2009. Јасна Ђуричић (Шума блиста, Атеље 212 Београд и Брод за лутке, СНП Нови Сад)
- 2010. Нина Виолић (Буђење пролећа, ЗКМ Загреб)
- 2011. Анита Манчић (Није смрт бицикло, да ти га украду, ЈДП Београд)
- 2012. Јасна Ђуричић (Вишњик, ЈДП Београд)
- 2013. Ања Шоваговић Деспот (Злочин и казна, Гавела Загреб)
- 2014. Горан Јевтић, за улогу Живке (Госпођа Министарка, Позориште Бошко Буха Београд)
- 2015. равноправно Јелена Ђокић и Катарина Жутић (Казимир и Каролина, Атеље 212 Београд)
- 2016. Нада Шаргин (Марија Стјуарт, Бела кафа; обе из Народног позоришта Беорад)
- 2017. равнправно Хана Селимовић (Иванов, Народно позориште Београд) и Наташа Јањић(Приче из Бечке шуме, Гавела Загреб)
- 2018. Милица Грујичић (Крваве свадбе, СНП Нови Сад)